# Filmen om Benny Goodman
Filmen om Benny Goodman (eng: The Benny Goodman Story) är en amerikansk biografisk film från 1956 i regi av Valentine Davies. Filmen handlar om den berömda amerikanske klarinettisten Benny Goodman och huvudrollerna spelas av Steve Allen och Donna Reed. 
Många musiker som samarbetade med Goodman medverkar i filmen som sig själva, Fletcher Henderson gestaltas dock av Sammy Davis, Sr., Sammy Davis, Jr.s far.

## Rollista i urval
- Steve Allen - Benny Goodman
- Donna Reed - Alice Hammond
- Berta Gersten - Mama Goodman
- Barry Truex - Benny Goodman, 16 år
- Herbert Anderson - John Hammond Jr.
- Robert F. Simon - Papa Dave Goodman
- Hy Averback - Willard Alexander
- Sammy Davis Sr. - Fletcher Henderson
- Dick Winslow - Gil Rodin
- Shepard Menken - Harry Goodman
- Jack Kruschen - Murph Podolsky
- Wilton Graff - John Hammond Sr.
- Fred Essler - Prof. Schoepp
- David Kasday - Benny Goodman, 10 år
- John Erman - Harry Goodman, 16 år
- George Givot - Jake Primo
- Lionel Hampton - sig själv
- Gene Krupa - sig själv
- Teddy Wilson - sig själv
- Ben Pollack - sig själv
- Kid Ory - sig själv
- Buck Clayton - sig själv, trumpetare i en Jam Session i källare
- Stan Getz - sig själv, saxofonsolo på Paramount i New York
- Harry James - sig själv, trumpetare på Carnegie Hall
- Martha Tilton - sig själv
- Ziggy Elman - sig själv

## Musik i filmen i urval
- "Down South Camp Meeting", skriven av: Irving Mills och Fletcher Henderson
- "It's Been So Long", skriven av: Walter Donaldson och Harold Adamson
- "Bugle-Call Rag", skriven av: Elmer Schoebel, Billy Meyers och Jack Pettis
- "Goody Goody", skriven av: Johnny Mercer och Matty Malneck
- "Don't Be That Way", skriven av: Benny Goodman, Mitchell Parish och Edgar M. Sampson
- "Shine", skriven av: Cecil Mack, Lew Brown och Ford Dabney, framförd på trumpet av: Harry James
- "Sing, Sing, Sing", skriven av: Louis Prima, framförd på trumpet av: Harry James och på trummor av Gene Krupa
- "Stompin' At the Savoy", skriven av: Benny Goodman, Chick Webb, Edgar M. Sampson och Andy Razaf
- "One O'Clock Jump", skriven av: Count Basie
- "Memories of You", skriven av: Eubie Blake och Andy Razaf
- "And the Angels Sing", skriven av: Johnny Mercer och Ziggy Elman, framförd av: Martha Tilton
- "Moonglow", skriven av: Will Hudson, Edgar De Lange och Irving Mills
- "Avalon", skriven av: Al Jolson och Vincent Rose
- "Original Dixieland One Step", skriven av: Nick LaRocca, framförd av: Steve Allen och Kid Ory (Allens klarinettspel är dubbat av Benny Goodman)
- "On the Sunny Side of the Street", skriven av: Jimmy McHugh och Dorothy Fields, framförd av: Teddy Wilson
- "Roll 'Em", skriven av: Mary Lou Williams
- "Clarinet Concerto", skriven av: Wolfgang Amadeus Mozart
- "Goodbye", skriven av: Gordon Jenkins, framförd av: Benny Goodman